# Effet Koulechov
L'effet Koulechov est un biais cognitif de type mnésique (effet de récence, mémoire à court terme), mis en évidence par le théoricien et réalisateur soviétique Lev Koulechov à l’Institut supérieur cinématographique d'État, dont il était directeur, au cours d’une expérience menée en 1921 (ou 1922) auprès de ses étudiants, « jadis attribuée à son disciple Poudovkine ».
Au cinéma, l'effet Koulechov est un effet de montage par lequel les spectateurs tirent plus de sens de l'interaction d'un plan (prise de vue) avec un autre plan auquel il est associé, que d'un plan isolé.

## Définition
L’effet Koulechov désigne la propension d'un plan à influer sur le sens du plan qui lui succède dans le montage, avec en retour l’influence de ce plan sur le sens du précédent, une « contamination sémantique » à double direction. 
L’expérience est ainsi décrite : « D’après le témoignage de Poudovkine, Koulechov choisit dans un film de Bauer trois gros plans assez neutres de l’acteur Ivan Mosjoukine, le regard porté vers le hors-champ, qu’il monta avant trois plans représentant : 1) Une assiette de soupe sur une table. 2) Une jeune femme morte gisant dans un cercueil. 3) Une fillette en train de jouer. Les spectateurs, écrit-il, admirèrent le jeu de Mosjoukine qui savait merveilleusement exprimer : 1. L’appétit. 2. La tristesse. 3. La tendresse… »
Pour le compositeur de musique de films Mario Litwin, qui distingue dans le cinéma « l'illusion de synthèse associative » (deux événements suffisamment proches dans l'espace ou dans le temps se combinent pour constituer un nouvel événement de dramaturgie, de nature différente) et « l'illusion d'intentionnalité », seule cette dernière constitue l'effet Koulechov. La première s’applique en général au montage des films, alors que ce qu'aurait démontré le cinéaste russe, c'est la possibilité de donner une intention dramaturgique à un plan au sens ambigu qui se nourrit de la couleur émotionnelle d'un autre plan auquel il est associé.

## Histoire
Il ne reste aucune trace matérielle de l’expérience de Koulechov, en termes de négatif ou de copies, même pas un simple photogramme extrait du film. En revanche, Vsevolod Poudovkine, crédité de cette expérience (par ses soins ou par la rumeur publique, nul ne le sait), en se présentant lui-même comme un grand théoricien du montage (mais il a par la suite rendu à Koulechov la paternité de l’expérience), a tout fait pour qu’elle devienne ce qu’elle est aujourd’hui : un mythe, répandu non seulement dans les milieux professionnels du cinéma et de l’audiovisuel, mais aussi dans ceux des amoureux du cinéma et de la critique de films grand public. L’historien du cinéma Vincent Pinel note encore que « d’autres descriptions ont été données de cette expérience avec des variantes thématiques… les photographies publiées beaucoup plus tard étant visiblement apocryphes. »
En effet, d'après Georges Sadoul, historien du cinéma bien en cour dans l’U.R.S.S. puisqu’il était fervent communiste et donc bien renseigné sur les films soviétiques, Koulechov prit un « gros plan de Mosjoukine, choisi volontairement inexpressif, il le juxtaposa successivement avec des bouts de films représentant une assiette de soupe, un cercueil et un enfant. On projeta ces séquences devant des spectateurs non prévenus qui, selon Poudovkine, s’extasièrent devant l’art avec lequel Mosjoukine exprimait la faim, la tristesse ou l’attendrissement paternel. »
Une autre version cite l’expérience en affirmant que Koulechov « avait effectué un montage comprenant en champ/contrechamp le gros plan de Mosjoukine, une assiette de soupe et un verre de vin, la suite du gros plan de Mosjoukine, un enfant mort dans un cercueil, la fin du gros plan de Mosjoukine, une jolie femme allongée sur un sofa. Ensuite, il avait demandé à ses étudiants de commenter ce qu’ils avaient vu. Et chacun d’admirer le talent de l’acteur qui, avec une sobriété exemplaire dans les mimiques, exprimait successivement la faim, la tristesse et le désir,. »
Il faut préciser que les cours que donnait le directeur de l’Institut supérieur cinématographique d'État, et qu’il continua de dispenser après son départ, visaient un public de comédiens en formation. « Dans son « laboratoire expérimental », Koulechov forma spécialement pour l’écran des « modèles vivants », acteurs pouvant servir les mises en scène de la façon la plus expressive. » Koulechov travaillait ainsi dans les années 1920 avec des comédiens débutants, à qui il expliquait ce qu’il réaffirmait plus tard dans son Traité de mise en scène à l’usage des réalisateurs : « Les acteurs sont des hommes comme les autres. Chacun a son caractère, sa propre conception du jeu, chacun a une individualité bien marquée. Il faut donc trouver pour chacun le meilleur moyen de l’intéresser… Vous ne réussirez jamais à surmonter l’apathie, l’indifférence, l’incompréhension, l’indiscipline d’un acteur si vous ne savez pas bien vous-même ce que vous voulez, si vous n’allez pas droit au but. Sachez établir une stricte discipline, pour vous et pour les autres. » L’expérience qu’il aurait imaginée servait à démontrer aux étudiants que le jeu des comédiens était transformé par la spécificité des films, qui est d’être composés de plans dont la succession par le montage influe sur le sens, au-delà du talent éventuel des acteurs. Il cite : « un acteur et professeur d’art dramatique très connu avouait à des élèves qu’il détestait le cinéma. Interrogé, l’acteur expliqua sa haine par la prédominance au cinéma du montage, qui soi-disant abaisse l’acteur et son travail »

## L’effet Koulechov, mythe ou réalité?
Vincent Pinel va jusqu’à dire que « certains théoriciens ont même contesté ou nié la réalité de l’expérience. » Elle pourrait être l’une de ces légendes qui prennent la forme d’une fable, dont la morale serait : « le simple collage de deux images permet le surgissement d’un lien ou d’un sens, absents des images élémentaires. » ou : « le sens des plans résultait bien de leur appartenance à une séquence, c’est-à-dire à une suite de plans qui leur donnait sens. »
Ainsi que le souligne François Albera, professeur d’histoire et esthétique du cinéma à l’université de Lausanne, et éditeur spécialisé dans les textes théoriques de cinéastes soviétiques : « L’ensemble de textes que nous proposons aux lecteurs français permettra de découvrir quels sont les objets théoriques que se donne Koulechov et donc de se déprendre enfin de ce mythe du "Montage-roi" inventé par Christian Metz à partir des catégories d’André Bazin et de cet "effet-K" que son auteur n’a lui-même jamais décrit et qu’on doit sans doute à une formule de Poudovkine (auquel on attribua l’effet jusque dans les années d’après-guerre où il tint à « rendre à César » l’encombrante « trouvaille »). » Il est en effet singulier que dans les principaux écrits théoriques de Lev Koulechov (de 1917 à 1934), le cinéaste ne cite jamais cette expérience, pourtant devenue depuis une véritable bannière des partisans du « tout réside dans le montage ». 
Vincent Pinel émet une réflexion pertinente sur « la bizarrerie de l'agencement des plans. » En effet, chaque gros plan de Mosjoukine est monté avant chacun des plans qui sont censés lui fournir une émotion reconstituée. « Dans la configuration décrite par Poudovkine, l'effet Koulechov implique une contamination rétrospective de la perception du jeu. Tout se passe comme si le regard du spectateur se substituait à celui de Mosjoukine disparu de l'écran et que ce regard insufflait a posteriori ses propres émotions sur le visage imaginé de l'acteur. » Ce qui prouve bien que l'effet Koulechov fonctionne dans les deux sens, car la disposition des gros plans de Mosjoukine après chacun des autres plans, agencement moins « bizarre », aurait produit le même effet.
Pourtant, Lev Koulechov semblait comprendre que le montage de nombreux plans n’était pas la seule possibilité d’expression ni du réalisateur ni des comédiens. Il décrit ainsi les plans longs (et les plans-séquences), quand la caméra, portée à l’épaule ou installée sur un chariot de travelling ou une grue, travaille en mouvement autour des comédiens. « Il est intéressant de remarquer que dans le cinéma, les années où le montage fut présenté avec enthousiasme comme la phase fondamentale de la conception d’un film, ont correspondu aux périodes où les techniques de prise de vues étaient encore peu développées », ce qui est une affirmation lourde de sens sous la plume d’un chantre du découpage et du montage.

## La véritable expérience
Koulechov a mené de nombreuses expériences, surtout en ce qui concerne le jeu des « modèles », mais il a consacré en même temps des expérimentations riches en conclusions sur le langage filmique. Il est persuadé qu'au cinéma le « modèle » est un matériau qui peut être formé et déformé en vue d’obtenir le résultat escompté, et cela même contre son gré. 

« Nous avions discuté auparavant pour savoir si ce que l’acteur éprouvait dans un état psychologique donné, dépendait ou non du montage. Nous supposions que ceci au moins n’était pas modifiable au montage. Nous en avions parlé à un comédien de renom à qui nous avions dit : imaginez la scène suivante ; un homme vient de passer un long séjour en prison et il est affamé car il a été privé d’une saine nourriture ; on lui apporte une assiette de soupe, il se réjouit et l’engloutit. Autre scène : un homme est en prison, jusque-là il a été bien nourri mais se languit du monde extérieur ; on lui ouvre la porte, il est libre de sortir. Et voilà ce que nous avons demandé à cet acteur : le visage du personnage réagissant à la vue de la soupe et celui du personnage face à la liberté retrouvée seront-ils ou non identiques au cinéma ? Le comédien nous a fait une réponse indignée : il est évident que les deux réactions seront complètement différentes. »

Koulechov filme alors les deux réactions jouées par ce comédien. Il filme également l’assiette de soupe (qui reviendra plus tard dans les souvenirs arrangés de Poudovkine) et la porte qu’on ouvre en grand devant le prisonnier libéré. 

« Quelle que soit la façon dont je disposais [les plans] et dont on les examinait, personne ne distinguait la moindre différence dans le visage de cet acteur, alors même que son jeu avait différé énormément au tournage. Avec un montage correct, même si on prend le jeu d’un acteur visant autre chose, le spectateur le percevra de toute façon comme le monteur l’a voulu, car le spectateur complète de lui-même ce fragment et voit ce que lui suggère le montage »

C’est en quelque sorte l’antithèse de l’expérience qui était attribuée à Koulechov, avec l’acteur Ivan Mosjoukine en gros plan, impassible, neutre, sans aucune mimique, et entre autres l’inévitable assiette de soupe. Mais l'acteur dont il ne cite pas le nom est peut-être ce fameux Mosjoukine, dont le nom a été révélé pour l'histoire par Poudovkine. Et ce pourrait être la véritable  expérience, puisque celle-ci est réellement décrite par Koulechov lui-même. Elle démontre exactement le même phénomène, le fameux effet-K.